# Saint-Amand-Jartoudeix
Saint-Amand-Jartoudeix é uma comuna francesa na região administrativa da Nova Aquitânia, no departamento de Creuse. Estende-se por uma área de 18,74 km². Em 2010 a comuna tinha 165 habitantes (densidade: 8,8 hab./km²).